# Kanten Russell
Kanten Russell, ameriški upokojeni poklicni rolkar, * 27. avgust 1976, San Diego, ZDA.

## Življenjepis
Russell je aprila 2000 skupaj s Dave Mayhewom ustanovil tekstilno podjetje Elenex. Russellov položaj na rolki je regular.
Russell se je marca 2005 umaknil iz poklicnega rolkanja in za to priložnost je njegov takratni sponzor INC izdal desko z grafiko njegove rolkarske kariere , vsaki pa je priložen DVD film s posnetki iz njegove celotne kariere.
| - INC (??? - ???) | - Subject to change (Osiris, 2003) |